# Maulets (política)
Maulets (voz en catalán, a su vez del árabe mawla, que significa esclavo o siervo) fue una organización política juvenil de carácter antifascista, perteneciente al sector más radical del independentismo catalán, que reivindicaban la unificación e independencia de los llamados Países Catalanes y el socialismo mediante la lucha de clases. Su considerable activismo ha sido uno de los referentes más importantes para el independentismo catalán de izquierdas.
La organización se crea en mayo de 1988 como rama juvenil del MDT-Front Patriòtic, consiguiendo implantación en las regiones españolas de Cataluña, islas Baleares, y Comunidad Valenciana, además de una asamblea en el Rosellón francés.
En 1998, Maulets se fusiona con las JIR para confluir bajo el nombre de Maulets, el Jovent Independentista Revolucionari, hasta la disolución en 2012, cuando a consecuencia de la fusión entre Maulets y CAJEI, nace Arran, una nueva organización juvenil donde aglutinar las fuerzas de la izquierda independentista catalana.
El término maulets proviene del nombre satírico que se daba a los campesinos partidarios del Archiduque Carlos de Austria en el Reino de Valencia durante la Guerra de Sucesión Española, a principios del siglo XVIII.
El origen de este nombre satírico, maulet, parece estar en el diminutivo de la voz árabe maula, que significa esclavo. 
La sede central de Maulets se encontraba en Mataró, en el Casal Fèlix Cucurull.

## Estructura y principios ideológicos
Maulets se organizaba sobre la base de las asambleas locales y comarcales, que a su vez, se reunían en una Mesa Nacional como máximo nivel de representación. Esta se convocaba una vez cada dos años, en la cual se decidían las líneas estratégica de la organización. La última fue en el municipio valenciano de Benifairó de la Valldigna en 2010.
Sus actuaciones abarcaban toda clase de acciones reivindicativas, basada en la manifestación como forma habitual de protesta (ocupaciones de edificios, protestas en las calles, pancartas) en función de lo decidido por asambleas: desde toda clase de agitación en la calle (como la propaganda por el hecho) hasta actos como labrar un campo de golf en San Cugat del Vallés, acciones contra ETT o immobiliarias o la organización del festival juvenil Rebrot. 

### Principios
En su declaración de principios, Maulets se adhería al Moviment Català d'Alliberament Nacional, con el objetivo de lograr la independencia y la unificación de los llamados Países Catalanes. Se declaran ecologistas, feministas y partidarios de la lucha de clases, así como de la vía revolucionaria para combatir «todos los sistemas y formas de dominación, de explotación y de opresión (económica, militar, patriarcal y ecológica)» Se presentaban de la siguiente forma:

«Maulets es una organización política juvenil, independentista y revolucionaria, creada en 1988 para organizar, movilizar y desarrollar la lucha juvenil en los «Països Catalans». Durante este tiempo hemos realizado multitud de campañas locales y nacionales por la independencia, la emancipación de las clases populares, la defensa del medio ambiente y la libertad sexual y de género. Siempre desde una óptica joven y destinada a los jóvenes».

En la Asamblea Nacional de Argentona, celebrada en 2006, Maulets declaró como referente electoral a la CUP (Candidatura d'Unitat Popular); al SEPC (Sindicat d'Estudiants dels Països Catalans) como sindicato estudiantil; y Alerta Solidària en el ámbito antirrepresivo. También se redefinió la lucha de Maulets como una lucha por el socialismo.

## Historia

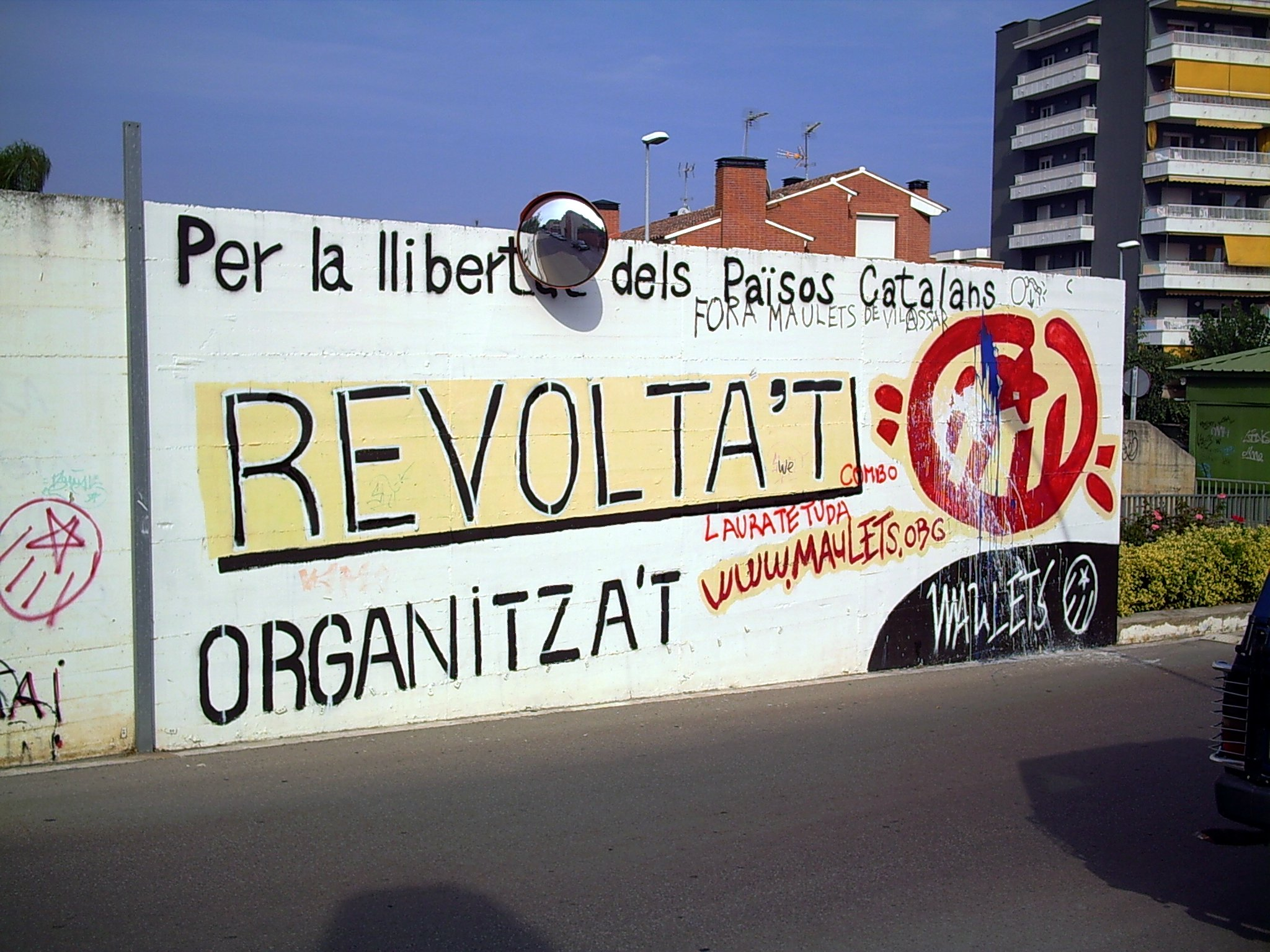
Mural de Maulets en Vilasar de Mar.

La organización nació en 1988. en Lligordá (municipio gerundense de Beuda) como juventudes del Moviment de Defensa de la Terra (MDT) y sus primeras asambleas nacieron en Mataró, Vinaroz, Gerona y Valencia. Un año después Maulets se convierte en la rama juvenil de la coalición Catalunya Lliure, para las elecciones europeas de dicho año. No obstante, en 1991 una parte importante de Maulets ingresa en Esquerra Republicana de Catalunya (ERC) a consecuencia de la disolución de un sector de Terra Lliure (conocido como IV Asamblea) y tras la disolución de Catalunya Lliure, Maulets se desprende del tutelaje ejercido por el PSAN, continuando como organización juvenil ajena a cualquier partido político.
En 1995, un sector crítico de las asambleas del Barcelonés y el Bajo Llobregat colabora en la creación de la Plataforma per la Unitat d'Acció (PUA), que unos años más se escindiría de Maulets para convertirse en la organización política Endavant, y fruto de la escisión nacerá en 2002 la CAJEI (Coordinadora d'Assemblees de Joves de l'Esquerra Independentista). No obstante, en 1998 Maulets ya se había fusionado con la rama juvenil del MDT, las Joventuts Independentistes Revolucionaris (JIR), creando así "Maulets, el jovent independentista revolucionari", cuyo resultado significaría una relativa consolidación del movimiento. Posteriormente Maulets y Endavant superan sus diferencias y retoman las relaciones entre ambos. 
En 1998 también empieza una ronda de contactos llamada Proceso de Vinaroz, por el cual se intenta estructurar la unidad del independentismo catalán. De ese proceso se saca en positivo que todo el independentismo va a potenciar la Candidatura de Unidad Popular (CUP), que serán la marca de la izquierda independentista en las elecciones municipales. No obstante, Maulets rehúsa convertirse en las juventudes de Endavant. 
Durante la década del 2000, Maulets lanza una campaña por la defensa del territorio y contra la especulación. Esta campaña vuelve a redefinirse en la Asamblea Nacional de Argentona en 2006, que apostó por continuar la campaña añadiendo componentes ecologistas relacionados con la energía (centrales nucleares, eléctricas) y sobre el uso del agua, junto con una apuesta por la unidad en la izquierda independentista catalana. En la asamblea de 2008 celebrada en el Bajo Ebro fue relevante la decisión de Maulets para empezar un proceso de convergencia con el resto de la izquierda juvenil independentista catalana.
En 2008, Maulets celebró sus 20 años de existencia con varios actos y editó un documental-DVD con la historia de Maulets y la intervención de exmilitantes de la organización.

### Disolución de Maulets y nacimiento de Arran
En julio de 2012, tras 24 años de existencia, Maulets se disuelve y sus militantes pasan a formar, junto con los de la CAJEI (debido al trabajo conjunto y a la proximidad ideológica de ambos) una nueva organización juvenil llamada Arran.

## Polémicas
En septiembre de 1988 es detenida, junto a otros miembros de Terra Lliure, la militante de Maulets Núria Cadenas. La Policía Nacional registró la sede nacional de Maulets, entonces situada en Barcelona. Varios años más tarde, en 1993, el joven miembro de Maulets Guillem Agulló fue asesinado a manos de un grupo de extrema derecha en Montanejos (Castellón).
Maulets ha sido acusada en varias ocasiones de mantener vínculos con la organización abertzale y juvenil de Jarrai y de ejercer una influencia "tiránica" en determinados ámbitos universitarios (boicotenado conferencias de intelectuales como las de Fernando Savater o Gotzone Mora). Además, en 2005, Maulets boicotea en Gerona un acto político de la plataforma Ciutadans de Catalunya en la cual debía intervenir Albert Boadella y en 2007 un miembro de Maulets tomó parte de una quema de fotografías del entonces rey de España Juan Carlos I en la ciudad de Gerona. Ese mismo año, Maulets afirmó en un manifiesto que su proyecto «no era de todos los catalanes» y que perseguían la creación de «herramientas de ruptura y de confrontación».